# Constantin-François Chassebœuf

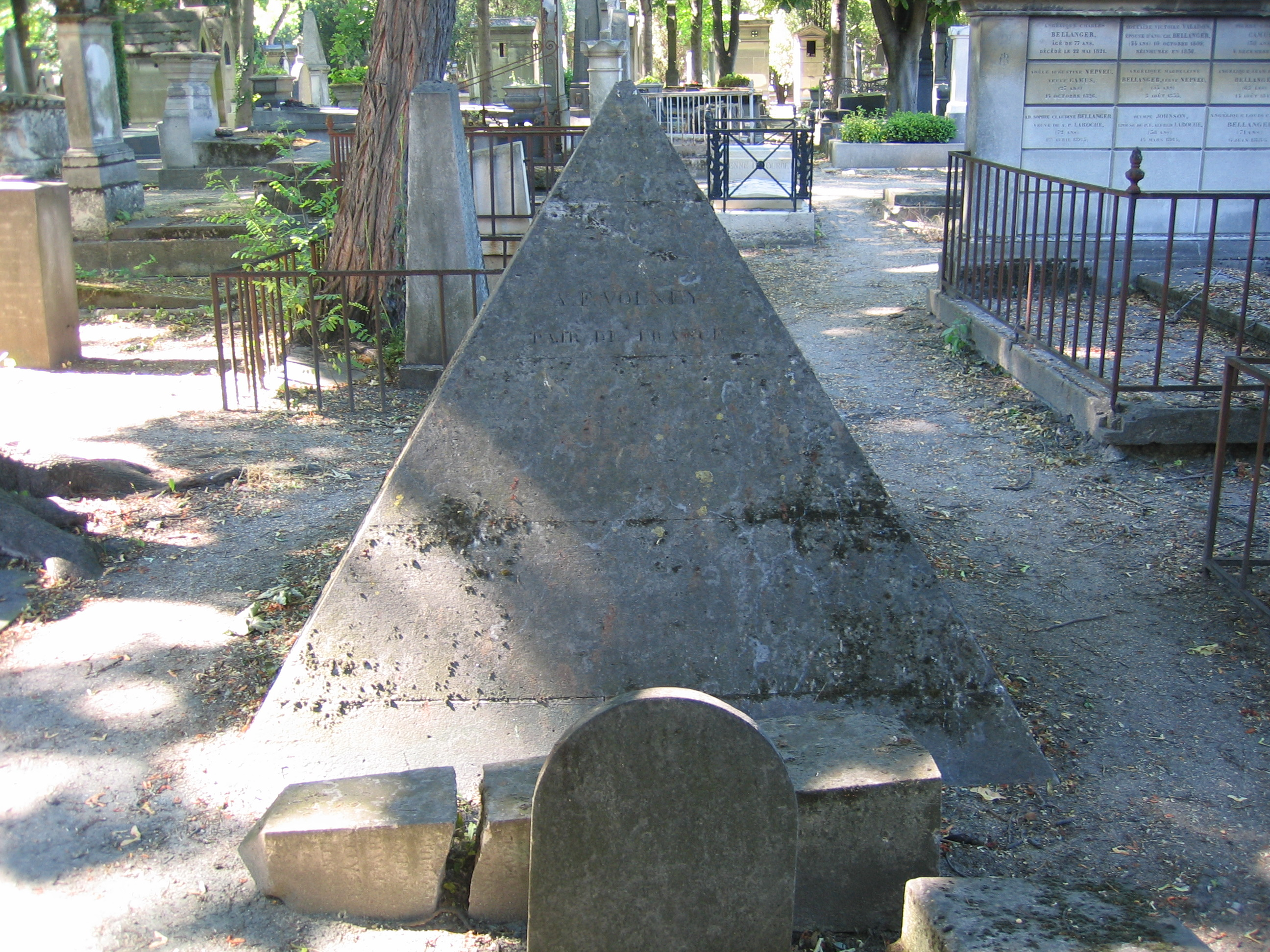
Túmulo de Volney, cemitério de Père Lachaise (divisão 41), Paris

Constantin François de Chassebœuf, conde de Volney (Craon, 3 de fevereiro de 1757 – Paris, 25 de abril de 1820) foi um filósofo, historiador, orientalista e político francês. Seu primeiro sobrenome era Boisgirais, segundo propriedade paterna, mas depois adotou o nome Volney (que foi por ele criado por uma contração de Voltaire com Ferney).
Volney tomou parte ativa na Revolução Francesa, e sua ideias liberais influenciaram até mesmo movimentos populares distantes, como a Conjuração Baiana de 1798.

## Biografia
Nascido em Craon, Mayenne, em uma família nobre, inicialmente interessou-se pelo Direito e Medicina, passou a estudar as línguas clássicas, e suas Mémoire sur la Chronologie d’Hérodote (sobre Heródoto) chamou a atenção da Académie des Inscriptions e do grupo que cercava Claude Adrien Helvétius. Mais tarde, Volney tornou-se amigo de Pierre Jean George Cabanis, de Marquis de Condorcet, do Barão d'Holbach, e de Benjamin Franklin.
Em 1782 embarcou numa viagem ao Oriente, passando sete meses no Egito otomano. Mais tarde, viveu por quase dois anos na Grande Síria, no que hoje é o Líbano e Israel/Palestina, a fim de aprender o árabe. Retornou à França em 1785, onde passou os dois anos seguintes a compilar suas anotações e escrevendo Voyage en Egypte et en Syrie, que foi publicado em 1787, e Considérations sur la guerre des Turcs et de la Russie, em 1788.
Foi membro de ambos os Estados Gerais e da Assembleia Nacional Constituinte após a eclosão da Revolução. Em 1791 publica Les Ruines, ou méditations sur les révolutions des empires [ed. port. moderna: "As Ruinas de Palmira" , com pref. de T. da Fonseca, Lisboa, 1960], um ensaio de filosofia histórica, no qual apresenta uma visão que prevê a união final de todas as religiões através do reconhecimento da verdade subjacente comum a todas.
Volney foi um dos primeiros autores a questionar a historicidade de Jesus. Tentou colocar em prática suas teorias político-econômicas na Córsega, onde em 1792 havia comprado uma fazenda, e realizou uma tentativa de cultivar ali produtos coloniais. Chassebœuf de Volney foi preso durante o triunfo do Clube dos Jacobinos, mas escapou à guilhotina; foi durante algum tempo professor de história na então recém-fundada École Normale.